# Paresseux à gorge brune
Bradypus variegatus
Espèce
Répartition géographique
Statut de conservation UICN

 LC  : Préoccupation mineure
Statut CITES
Le Paresseux à gorge brune (Bradypus variegatus), nommé aussi Paresseux tridactyle de Bolivie, est une espèce de paresseux d'Amérique centrale et du Sud.
C'est l'espèce la plus répandue et la plus commune au sein du groupe, rencontré dans de nombreux types d'environnement différents, incluant les forêts tempérées sempervirentes et les forêts sèches et dans des zones naturelles hautement perturbées.
C'est un animal solitaire, qui se nourrit de feuilles de nombreuses espèces d'arbres.
La femelle de l'espèce est connue pour émettre un hurlement strident pendant la saison des amours, le célèbre /aj.aj/.
La fourrure du paresseux est brun-gris à beige et est très rêche et raide. Un paresseux possède une tête ronde pourvue d'un nez retroussé, de dents ressemblant à celles d'un cochon, et d'oreilles rudimentaires. Sa queue est très courte.

## Reproduction
Les paresseux tridactyles se rassemblent une fois par an pour s'accoupler avec un individu né au début de la saison sèche, le père part après l'accouplement. Les jeunes sont très petits et sans défense à la naissance. La progéniture s'accroche au ventre de la mère et la tète pendant environ cinq semaines, ensuite elle commence à manger de la nourriture solide. Après quatre mois environ, le bébé paresseux est complètement sevré. Au bout de six mois environ, le jeune commence à s'éloigner de sa mère. Une fois qu'ils sont capables de s'occuper d'eux-mêmes, généralement à l'âge de huit mois, les jeunes paresseux deviennent autonomes et se séparent de leur mère.

## Biologie
Comme toutes les autres espèces de Bradypus, Bradypus variegatus vit en position « hamac » accroché aux branches, ce qui a déplacé certains organes, comme le foie et l'estomac. Il est phyllophage et se nourrit presque exclusivement de feuilles. Cette façon de s'alimenter le rapproche des ruminants et comme eux son appareil digestif est compartimenté pour pouvoir mieux assimiler la cellulose. Néanmoins, le paresseux à gorge brune ne rumine pas et, de ce fait, sa digestion est très lente. Il ne défèque donc environ qu'une fois tous les dix jours, ce qui l'oblige à retourner au sol. Il perd ainsi presque 30 % de son poids en faisant ses besoins.
Ces animaux ont des durées de sommeil mesurées en captivité qui peuvent atteindre 15 à 16 h. Mais les mesures faites en liberté indiquent que les animaux vivant libres dorment un peu moins de 10 h : 9,63 heures en moyenne, mesurées sur 5 paresseux. On ignore les raisons des différences constatées entre animaux vivant en liberté et ceux vivant en captivité.

## Sous-espèces
- B. v. boliviensis, Gray, 1871
- B. v. brasiliensis, Blainville, 1840
- B. v. ephippiger, Philippi, 1870
- B. v. gorgon, Thomas, 1827
- B. v. infuscatus, Wagler, 1831
- B. v. trivittatus, Cornalia, 1849

### Sites de référence taxinomiques
- (en) Catalogue of Life : Bradypus variegatus Schinz, 1825 (consulté le 16 décembre 2020)
- (en) CITES : Bradypus variegatus Schinz, 1825  (+ répartition sur Species+) (consulté le 29 mai 2015)
- (fr + en) ITIS : Bradypus variegatus  Schinz, 1825
- (en) Animal Diversity Web : Bradypus variegatus
- (en) NCBI : Bradypus variegatus (taxons inclus)
- (en) UICN : espèce Bradypus variegatus Schinz, 1825 (consulté le 29 mai 2015)
- (fr) CITES : taxon  Bradypus variegatus (sur le site du ministère français de l'Écologie) (consulté le 29 mai 2015)